# Толу Арокодаре
Толувала́се Еммануе́ль Арокода́ре (англ. Toluwalase Emmanuel Arokodare; нар. 23 листопада 2000) — нігерійський футболіст, нападник бельгійського клубу «Генк» і збірної Нігерії.

## Клубна кар'єра

### «Валміера»
Вихованець декількох нігерійських футбольних академій. Влітку 2019 року підписав контракт з латвійським клубом «Валміера». 30 червня дебютував за клуб в матчі Вищої ліги Латвії проти «Даугавпілса», вийшовши в стартовому складі. 21 липня в поєдинку проти «Вентспілса» забив свій перший гол за «Валміеру». В своєму дебютному сезоні забив 7 м'ячів у 17 матчах за клуб.
7 серпня 2020 року в матчі Вищої ліги проти «Тукумса» оформив хет-трик. 27 серпня того ж року в поєдинку кваліфікації Ліги Європи УЄФА проти польського «Леха» дебютував у єврокубках. Всього в сезоні 2020 забив 15 м'ячів і став другим бомбардиром в чемпіонаті.

#### Оренда в «Кельн»
18 вересня 2020 року на правах оренди перейшов у німецький «Кельн». 26 вересня дебютував за нову команду в матчі Бундесліги проти «Армінії», вийшовши на заміну Себастьяну Андерссону. Всього за час оренди провів 11 матчів за німецький клуб.

#### Оренда в «Ам'єн»
28 червня 2021 року відправився в двохрічну оренду до французького «Ам'єна» з опцією викупу. 31 липня дебютував за «Ам'єн» в матчі Ліги 2 проти «Аяччо», вийшовши в стартовому складі. В тому ж поєдинку забив свій перший гол за клуб. 13 листопада 2021 року в поєдинку Кубка Франції проти клубу «Анзен-Сент-Обен» оформив хет-трик.

### «Генк»
31 січня 2023 року перейшов в бельгійський «Генк», підписавши контракт на 4,5 років. Сума трансферу становила 5 млн єров. 5 лютого дебютував за «Генк» в матчі бельгійської Про-ліги проти «Гента», замінивши Аллі Саматту. В тому ж поєдинку забив свій перший гол за клуб.
25 липня 2023 року в матчі кваліфікації Ліги чемпіонів УЄФА проти швейцарського «Серветта» вперше відзначився м'ячем у єврокубках.
6 квітня 2025 року поєдинок Про-ліги проти «Андерлехта» став ювілейним, 100-им, в складі «Генка». У сезоні 2024–25 став найкращим бомбардиром чемпіонату Бельгії, відзначившись 21-им м'ячем. Окрім цього отримав «Чорну бутсу», що вручається найкращому африканському футболісту в чемпіонаті Бельгії.

## Кар'єра в збірній
5 березня 2025 року вперше викликаний до збірної Нігерії головним тренером Еріком Шеллем для участі в матчах відбіркового турніру до чемпіонату світу 2026 проти збірних Руанди та Зімбабве. 21 березня в поєдинку з Руандою дебютував за збірну Нігерії, вийшовши на заміну Віктору Осімгену. 6 червня 2025 року в товариському матчі проти збірної Росії забив свій перший гол за збірну Нігерії.

## Статистика виступів

### Клубна статистика
Станом на 15 серпня 2025
| Клуб              | Сезон             | Чемпіонат         | Чемпіонат | Чемпіонат | Кубок | Кубок | Єврокубки | Єврокубки | Інші  | Інші | Всього | Всього |
| Клуб              | Сезон             | Дивізіон          | Матчі     | Голи      | Матчі | Голи  | Матчі     | Голи      | Матчі | Голи | Матчі  | Голи   |
| ----------------- | ----------------- | ----------------- | --------- | --------- | ----- | ----- | --------- | --------- | ----- | ---- | ------ | ------ |
| Валміера          | 2019              | Вища ліга         | 16        | 7         | 1     | 0     | —         | —         | —     | —    | 17     | 7      |
| Валміера          | 2020              | Вища ліга         | 16        | 15        | —     | —     | 1         | 0         | —     | —    | 17     | 15     |
| Валміера          | Всього            | Всього            | 32        | 22        | 1     | 0     | 1         | 0         | —     | —    | 34     | 22     |
| → Кельн           | 2020–21           | Бундесліга        | 10        | 0         | 1     | 0     | —         | —         | —     | —    | 11     | 0      |
| → Ам'єн           | 2021–22           | Ліга 2            | 35        | 8         | 5     | 5     | —         | —         | —     | —    | 40     | 13     |
| → Ам'єн           | 2022–23           | Ліга 2            | 20        | 6         | 3     | 2     | —         | —         | —     | —    | 23     | 8      |
| → Ам'єн           | Всього            | Всього            | 55        | 14        | 8     | 7     | —         | —         | —     | —    | 63     | 21     |
| Генк              | 2022–23           | Про-ліга          | 11        | 2         | —     | —     | —         | —         | —     | —    | 11     | 2      |
| Генк              | 2023–24           | Про-ліга          | 40        | 12        | 1     | 0     | 11        | 3         | —     | —    | 52     | 15     |
| Генк              | 2024–25           | Про-ліга          | 40        | 21        | 5     | 2     | —         | —         | —     | —    | 45     | 23     |
| Генк              | 2025–26           | Про-ліга          | 4         | 1         | 0     | 0     | —         | —         | —     | —    | 4      | 1      |
| Генк              | Всього            | Всього            | 95        | 36        | 6     | 2     | 11        | 3         | 0     | 0    | 112    | 41     |
| Всього за кар'єру | Всього за кар'єру | Всього за кар'єру | 192       | 72        | 16    | 9     | 12        | 3         | 0     | 0    | 220    | 84     |

1. ↑  Матчі в Лізі Європи УЄФА
2. ↑  2 матчі й 2 голи Лізі чемпіонів УЄФА, 2 матчі в Лізі Європи УЄФА, 7 матчів й 1 гол Лізі конференцій УЄФА

### Міжнародна статистика
Станом на 6 червня 2025 
| Збірна            | Сезон             | Товариські | Товариські | Офіційні | Офіційні | Всього | Всього |
| Збірна            | Сезон             | Матчі      | Голи       | Матчі    | Голи     | Матчі  | Голи   |
| ----------------- | ----------------- | ---------- | ---------- | -------- | -------- | ------ | ------ |
| Нігерія           |                   |            |            |          |          |        |        |
| 2025              | 2                 | 1          | 2          | 0        | 4        | 1      |        |
| Всього за кар'єру | Всього за кар'єру | 2          | 1          | 2        | 0        | 4      | 1      |

### Матчі за збірну
Станом на 6 червня 2025 
| Матчі Толу Арокодаре за збірну Нігерії | Матчі Толу Арокодаре за збірну Нігерії | Матчі Толу Арокодаре за збірну Нігерії | Матчі Толу Арокодаре за збірну Нігерії | Матчі Толу Арокодаре за збірну Нігерії | Матчі Толу Арокодаре за збірну Нігерії | Матчі Толу Арокодаре за збірну Нігерії | Матчі Толу Арокодаре за збірну Нігерії |
| №                                      | Дата                                   | Суперник                               | Рахунок                                | Голи                                   | Картки                                 | Хвилини                                | Змагання                               |
| -------------------------------------- | -------------------------------------- | -------------------------------------- | -------------------------------------- | -------------------------------------- | -------------------------------------- | -------------------------------------- | -------------------------------------- |
| 1                                      | 21 березня 2025                        | Руанда                                 | 2–0                                    |                                        | 90'                                    | 13'                                    | Відбіркові матчі ЧС-2026               |
| 2                                      | 24 березня 2025                        | Зімбабве                               | 2–0                                    |                                        |                                        | 31'                                    | Відбіркові матчі ЧС-2026               |
| 3                                      | 31 травня 2025                         | Ямайка                                 | 2–2 (пен. 5–4)                         |                                        |                                        | 25'                                    | Товариський матч                       |
| 4                                      | 6 червня 2025                          | Росія                                  | 1–1                                    | 1                                      |                                        | 29'                                    | Товариський матч                       |

Всього: 4 матчі / 1 гол; 2 перемоги, 2 нічиї, 0 поразок.

## Досягнення
Особисті
- Найкращий бомбардир Про-ліги: 2024–25 (21 гол)
- «Чорна бутса»: 2025[25]